# Scuola Grande di San Rocco
Velika bratovština San Rocco (talijanski: Scuola Grande di San Rocco) je renesansna palača, nekadašnje sjedište venecijanske bratovštine u sestieru San Polo u Sjevernoj Italiji.
Ta nevelika palača nalazi se pored crkve Santa Maria Gloriosa dei Frari, svjetski je poznata po velikom opusu slika koje je za nju naslikao Jacopo Tintoretto sa suradnicima iz svoje radionice u pune dvije decenije.

## Povijest bratovštine i palače San Rocco
Veliku bratovštinu San Rocco osnovala je 1478. grupa bogatih Venecijanaca uz crkvu San Rocco, oni su za svog sveca zaštitnika odabrali svetog Roka, koji je bio zaštitnik od bolesti - a Veneciju je upravo tada u par navrata poharala kuga.
Bratovština je još 1499. donijela odluku o gradnji svog novog sjedišta, ali je proteklo punih 25 godina, dok nisu uspjeli doći do zemljišta za gradnju pored crkve Santa Maria Gloriosa dei Frari koje su im ustupili franjevci.
Bratovšina je u siječnju 1517. za proto majstora svoje nove zgrade odredila arhitekta Pietra Bona, postoje neke indicije da je nacrt napravio njegov otac Bartolomeo Bon. Gradnja je otpočela 25. ožujkaa 1517. Bon je izgradio dosta toga, ali su problemi s prokuratorima iz bratovštine započeli za izgradnje 2 kata od 1520., tako da je za novog proto majstora postavljen 1524. Sante Lombardo, on je na Scuoli radio svega tri godine, pa su ga nakon tri godine zamijenili s Antoniom Abbondijem. On je na bratovštini radio sve do svoje smrti 1549. Posljednji arhitekt koji je dovršio tu palaču od 1588. do rujna 1560. bio je Giangiacomo de' Grigi
Tlocrt te palače liči na slične venecijanske scuole, u osnovi ima dvije velike dvorane, jednu u prizemlju i jednu na prvom katu. Prizemna Sala Terra građena je poput crkve, ima centralni i dva bočna broda, a ulaz je s istoimenog trga (Campo San Rocco). Iz te dvorane, vodi stepenište s kupolom do dvorane na prvom katu - Sala Superiore. Koja je bratovštini služila za sastanke, iz te dvorane dolazilo se do manje - Sala dell'Albergo (hotelska soba), u kojoj su stolovala nadzorna tijela bratovštine Banca  i Zonta.

## Umjetnička djela u bratovštini
Bratovština je 1564. naručila od tada već slavnog slikara Tintoretta izradu slika koje su trebale ukrasiti Scuolu, od cijelog tog opusa, najpoznatije su one iz  Sale dell'Albergo. Tintoretto i njegova radionica napravili su te velike slike između 1564. i 1588. 
Glavna djela koje su izveli :
- Sala Terrena (Prizemlje)
  - Navještenje
  - Poklonstvo kraljeva
  - Bijeg u Egipat
  - Pokolj nevine dječice
  - Prikazanje u Hramu
  - Uzačašće Marijino
- Sala Superiore (Prvi kat)
  - Mojsijeva čuda
  - Čudo brončane zmije
  - Skupljanje mane
  - Krštenje
  - Ozdravljenje hromog
  - Uskrsnuće
  - Uzačašće
- Sala dell'Albergo ("hotelska soba")
  - Sv. Ivan Evangelist
  - Sv. Marko
  - Sv. Teodor
  - Ljubav i milosrđe
  - Krist pred Pilatom
  - Ecce Homo
  - Kalvarija
  - Raspeće Kristovo

Na zidovima prezbiterija u Sali Superiore nalazi se 24 drvoreza Giovannija Marchiorija na temu života Sv. Roka. Scuola ima i slike Tiziana (Krist nosi križ) i Palme Mlađeg, koje su za napoleonske vlasti 1807. odnešene iz bratovštine, i kasnije vraćene.

## Vanjske poveznice
- Službene stranice muzeja (tal.) (engl.)